# Adel Fakhir
Adel Fakhir är en irakisk journalist som arbetar på Baghdad International Agency News. Han är också korrespondent för Nature och skriver för Al Hayat, samt har tidigare skrivit för Asswat Al Iraq och Anbaa Al Mustakbal. Han har vunnit flera nationella och internationella priser, däribland ett av Världshälsoorganisationen för ett arbete om hälsosituationen för äldre irakier. Han är aktiv i flera journalistorganisationer. Han har bland annat skrivit om fysiska straff i irakiska skolor, som är ett utbrett fenomen.